# Richard Tait
Richard Neil Peter Tait est un footballeur écossais, né le 2 décembre 1989 à Galashiels en Écosse. Il évolue au poste de défenseur.

## Biographie
Le 23 juin 2016, il rejoint le club écossais du Motherwell FC.

## Palmarès
- Vainqueur du FA Trophy en 2014 avec Cambridge United
- Finaliste du FA Trophy en 2016 avec Grimsby Town
- Finaliste de la Coupe de la Ligue écossaise en 2017 avec Motherwell
- Finaliste de la Coupe d'Écosse en 2018 avec Motherwell